# Ceroma johnstonii
Espèce
Ceroma johnstonii est une espèce de solifuges de la famille des Ceromidae.

## Distribution
Cette espèce est endémique du Malawi. Elle se rencontre sur le plateau Nyika.

## Description
Le mâle holotype mesure 16 mm.

## Étymologie
Cette espèce est nommée en l'honneur de Harry Johnston.

## Publication originale
- Pocock, 1897 : On the genera and species of tropical African arachnids of the order Solifugae with notes upon the taxonomy and habits of the group. The Annals and Magazine of Natural History, sér. 6, vol. 20, p. 249-272 (texte intégral).